# Хрульов Степан Олександрович
Хрульов Степан Олександрович (1807—1870) — російський генерал-лейтенант, учасник Середньоазійських походів, герой Кримської війни.
Російських дворянський рід Хрульова відомий з середини XIV століття, мав спільних предків з родом О. В. Суворова-Римницького.

Пробувши шість років в Тульському Олександрівському училищі і блискуче витримавши в 1825 році остаточний іспит при 2-му Санкт-Петербурзькому кадетському корпусі, Хрульов був прикомандирований для ознайомлення зі службою до Дворянському полку, а в наступному році підвищений в прапорщики.
Польське повстання 1830 року було початком бойової діяльності.

Хрульов зарекомендував себе хоробрим офіцером і вже в цю першу свою кампанію не раз мав нагоду виказати дивовижну холоднокровність, рідкісну розпорядливість і повну зневагу до будь-якої небезпеки, — якості, які згодом зробили його героєм Севастопольської оборони. За хоробрість, виявлену в цю кампанію, Хрульов був проведений в підпоручики і нагороджений орденами св. Анни і св. Володимира 4-го ступенів з бантом.
За участь у придушенні Угорської революції (1848—1849) отримав золоту шаблю з написом «за хоробрість», чин генерал-майора і австрійський орден Залізної корони 2-го ступеня.
Участь Хрульова в Кримській війні, особливо в обороні Севастополя, зробило його ім'я легендарним, хоча російські війська під його командуванням зазнали поразки при штурмі Євпаторії.